# Mijo (Better Call Saul)
"Mijo" é o segundo episódio da primeira temporada da série de televisão de drama norte-americana Better Call Saul, derivada de Breaking Bad, e o segundo da série em geral. Foi dirigido por Michelle MacLaren e teve o seu roteiro escrito por Peter Gould, o co-criador e produtor executivo da série. A transmissão original estadunidense do episódio ocorreu na noite de 9 de fevereiro de 2015 através da rede de televisão AMC. Fora dos Estados Unidos, o episódio estreou no serviço de streaming da Netflix em vários países. O título faz referência ao termo espanhol de carinho mijo [ˈmi.xo], uma contração de mi hijo ("meu filho").
Este episódio marca a primeira aparição do personagem Nacho Varga, interpretado por Michael Mando.

## Enredo
Tuco Salamanca está preparando salsa em sua cozinha quando sua avó retorna acompanhada dos gêmeos Cal e Lars. Embora tenham acidentalmente seguido o motorista errado, Cal e Lars a seguem para casa e reivindicam compensações alegando falsos ferimentos graves por causa do atropelamento. Eles exigem dinheiro da avó de Tuco e a seguem para dentro da casa dela. Tuco manda a avó para o quarto dela e depois usa sua bengala para bater em Cal e Lars deixando-os inconscientes. Em seguida, ele liga para Ignacio "Nacho" Varga, No-Doze e Gonzo para que viessem com uma van para pegar Cal e Lars. Jimmy McGill chega na casa à procura de Cal e Lars, e Tuco atende a porta da frente empunhando uma arma e obrigando Jimmy a entrar na casa.
Tuco faz perguntas a Jimmy, que insiste que Cal e Lars não atacaram intencionalmente a avó de Tuco. Tuco permite que Jimmy veja Cal e Lars, que estão presos no porão, mas quando Jimmy remove a mordaça de um deles, ele imediatamente acusam Jimmy de ser o idealizador do golpe que fizeram. Tuco e seus homens levam Jimmy, Cal e Lars ao deserto e continuam interrogando Jimmy. Pensando rapidamente, Jimmy diz a Tuco que é advogado, mas quando Tuco não acredita nele e ameaça cortar um dos dedos da mão dele, Jimmy mente afirmando que ele é um agente do FBI. Nacho suspeita da declaração e ameaça Jimmy novamente, o que leva Jimmy a voltar atrás a admitir a verdade — ele é um advogado que pretendia enganar os Kettleman. Nacho convence Tuco de que essa é a verdade e que matar um advogado atrairia atenção indesejada. Tuco decide liberar Jimmy, mas se prepara para matar Cal e Lars. Jimmy, depois de uma negociação tensa, convence Tuco a poupar suas vidas sugerindo que ele quebrasse apenas uma perna de cada gêmeo como punição.
Depois de levar Cal e Lars para um hospital, Jimmy conhece uma mulher e eles marcam um encontro em um bar. Contudo, o som dos palitos de pão de um cliente se quebrando lembram Jimmy das pernas quebradas de Cal e Lars, então ele se desculpa por sair da mesa e vomita no banheiro. Mais tarde, Jimmy chega embriagado na casa de Chuck e esquece de deixar o celular na caixa de correio antes de desabar no sofá. Chuck alega sofrer de hipersensibilidade eletromagnética e joga o celular de Jimmy no quintal. Na manhã seguinte, Chuck vê a conta do hospital pelos cuidados com as pernas dos irmãos e confronta Jimmy. Jimmy tranquiliza Chuck dizendo que ele não vai voltar a ser o "Jimmy da Recaída" que costumava ser.
Depois de vários dias no tribunal, Jimmy volta ao seu escritório e vê que não tem mensagens. Um dos funcionários do salão de beleza diz que um cliente chegou — Nacho Varga. Nacho diz a Jimmy que quer levar os US$ 1.6 milhão roubados pelos Kettleman, pelos quais pagará a Jimmy uma taxa de comissão. Jimmy insiste que é advogado, não criminoso. Nacho escreve seu número em uma das caixas de fósforos de Jimmy e diz a Jimmy que avisasse quando ele estivesse pronto para entrar "no jogo". Antes de sair ele lembra a Jimmy que caso ele contasse a alguém sobre a conversa que tiveram, ele será morto.

## Produção

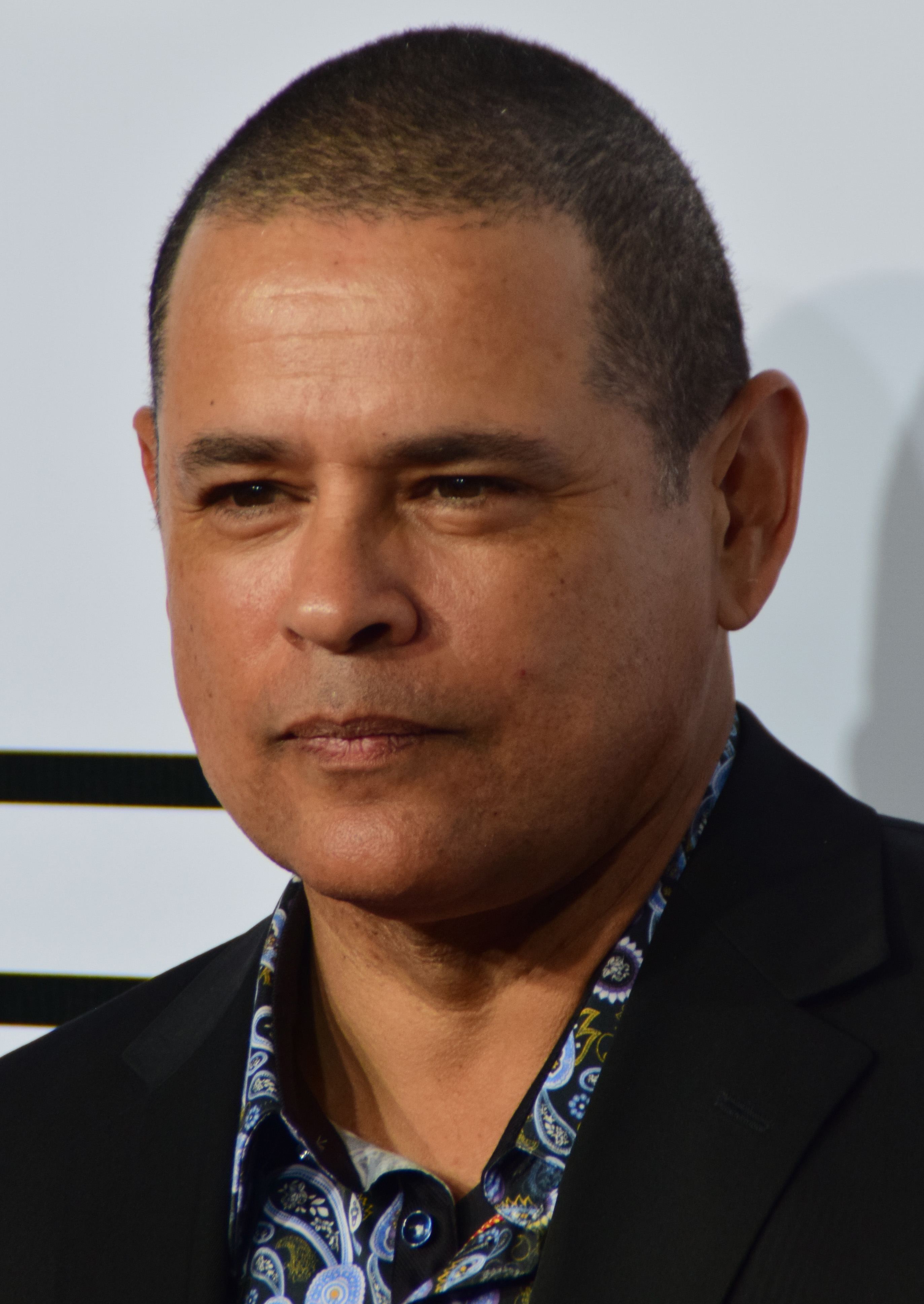
Raymond Cruz reprisa seu papel de Breaking Bad como Tuco Salamanca.

O episódio foi escrito pelo co-criador e produtor executivo da série Peter Gould, que também originalmente escreveu o episódio que introduziu Saul Goodman na segunda temporada de Breaking Bad. O episódio foi dirigido por Michelle MacLaren, a diretora mais prolífica de Breaking Bad, responsável pela direção de onze episódios e que também atuou como produtora executiva.

## Recepção

### Crítica
O episódio foi bem recebido pela crítica especializada. Erik Kain, da revista Forbes, disse que, apesar de odiar a longa e prolongada cena do restaurante, o episódio foi bom no geral. Apesar disso, ele sentiu que não estava "sentado tão perto da borda do meu assento [como em Breaking Bad]—mas é divertido e engraçado e ainda lindamente filmado, atuado e escrito". David Segal, em sua análise positiva para o The New York Times, observou que sua parte favorita do episódio "é a montagem elaborada e alegre de Jimmy na corte, que presta homenagem à montagem elaborada e alegre de Bob Fosse em All That Jazz, completo com o mesmo concerto de Vivaldi e a frase de efeito "Está na hora do show!".
Catherine Gee, do The Daily Telegraph, avaliou o episódio com 4 de 5 estrelas dizendo:
| “ | Temos que ver Jimmy McGill... realmente mostrar suas habilidades de negociação ao discutir sobre o destino dos irmãos gêmeos. E é nas mãos hábeis do escritor e co-criador do episódio, Peter Gould, que damos uma leve risada sobre se McGill é capaz de convencer Tuco a quebrar pernas ao invés de fazer uma esfolação, evitando possíveis olhos arrancados e línguas rasgadas. | ” |

Roth Cornet, escrevendo para o IGN, avaliou o episódio com 9 em 10 dizendo: "Better Call Saul caiu no chão correndo com o seu segundo episódio; preparando o palco para uma série que é parte uma peça moral, parte uma tragédia grega (repleta e menos saborosa do que uma conclusão antecipada) e parte uma carta de amor para grandes artistas—qualquer que seja a vida em que estejam." Richard Vine, do The Guardian, também escreveu uma análise positiva do episódio. Em particular, ele sentiu que "A melhor coisa que saiu do deserto é a nossa introdução a Nacho Varga. O sócio mais razoável de Tuco avaliou a situação e localizou Jimmy em seu "escritório"". A revista The Atlantic nomeou "Mijo" como um dos melhores episódios de televisão de 2015.
Michael Star, do New York Post, avaliou o episódio com nota 3 de 4 dizendo:
| “ | O episódio de estreia de domingo passa rapidamente com uma cinematografia sombria que, assim como Breaking Bad, de alguma forma faz com que a luz do sol do Novo México, mesmo contra um céu azul brilhante, pareça um pressentimento tempestuoso—exaltado pelo desempenho confiante de Odenkirk e pelo diálogo ágil de Jimmy [...]. Estou sempre interessado em ver como/se um novo programa leva adiante sua dinâmica de estreia, especialmente com um programa como Better Call Saul, que foi tão exaltado pela AMC que você começa a fazer essas perguntas. Mas o segundo episódio de segunda-feira à noite fez um bom trabalho em manter o seu humor, já que Jimmy teve uma epifania que mudará o curso de sua vida, e temos várias outras surpresas. É um bom começo para uma série que já foi renovada para uma segunda temporada—e terá tempo para crescer. | ” |

### Audiência
Ao ser exibido no horário normal de segunda-feira, "Mijo" foi assistido por 3.4 milhões de telespectadores com uma faixa demográfica de 1.6 entre os adultos de 18 a 49 anos. Tal índice equivale a uma queda de 50% da audiência em relação ao episódio piloto, juntamente com um declínio de 52% na demografia.